# Слова і музика (фільм, 1984)
«Слова і музика» («Paroles et Musique») — французько-канадська кінокомедія 1984 року, знята режисером Елі Шуракі, з Катрін Денев і Крістофером Ламбертом у головних ролях.

## Сюжет
Пітер, чоловік-американець письменниці Марго вирушає додому, і вона залишається у ролі матері-одиначки двох підлітків. Вона також отримує нове завдання на роботі: розкрутити двох нових рок-співаків. Вона береться за це і починає творити кар'єру дуету, Мішель та Джеремі. Марго так захоплюється роботою, що непомітно собі закохується в Джеремі.

## У ролях
- Катрін Денев: Марго Маркер
- Крістофер Ламберт: Джеремі
- Річард Анконіна: Мішель
- Жак Перрен: Ів
- Нік Манкузо: Пітер Маркер
- Дейл Хеддон: Коріна
- Шарлотта Генсбур: Шарлотта Маркер
- Франк Аяс: Еліот Маркер
- Домінік Лаванан: Флоранс
- Неллі Боржо: Жюлі
- Ласло Сабо: Ален
- Катрін Карель: жінка з агентства
- Дідьє Гофман: Робін
- Ініго Лецці: Жан-Поль
- Жюлі Равікс: Клер
- Ліонель Рошман: Грубер
- Юмі Фуджіморі: оператор комутатора
- Клементина Селарьє: жінка, до якої залицяється Мішель

## Знімальна група
- Режисер: Елі Шуракі
- Сценарист: Елі Шуракі
- Оператор: Робер Алазракі
- Композитор: Мішель Легран
- Продюсери: Роберт Бейлис, Елі Шуракі, Мюррей Шостак